# Matteo Bertelle
Matteo Bertelle (* 18. Februar 2004 in Monselice) ist ein italienischer Motorradrennfahrer, der aktuell für das MTA Team auf einer KTM in der Moto3-Klasse der Motorrad-Weltmeisterschaft an den Start geht.

## Karriere

### Motorrad-Weltmeisterschaft
Bertelle, der ein Mitglied der VR46 Riders Academy ist, gab sein Debüt in der Motorrad-Weltmeisterschaft beim Großen Preis von San Marino 2021 in der Moto3-Kategorie als Wildcard-Pilot. Er verpasste zwar die Punkteränge mit einem 18. Platz, hinterließ aber bei Esponsorama Racing einen bleibenden Eindruck, die ihm daraufhin einen Vertrag für die Saison 2022 gaben. An seiner Seite fuhr sein Landsmann Elia Bartolini, der ebenfalls ein Mitglied der VR46 Academy ist und sich mit ihm um den Titel in der italienischen Motorrad-Europameisterschaft duellierte, was Bartolini knapp für sich entschied.
In seiner ersten vollen Saison holte Bertelle auf einer KTM gleich beim zweiten Saisonrennen in Indonesien einen WM-Punkt, nachdem er das Rennen als Fünfzehnter abschloss. Es folgten noch drei weitere Punkteplatzierungen, u. a. auch ein neunter Platz beim Heimrennen in Mugello, was gleichzeitig sein bisher bestes Rennergebnis gewesen ist. Jedoch hatte sein Debütjahr gleich ein abruptes Ende gefunden, als er sich beim Großen Preis von Deutschland am Sachsenring bei einer Kollision mit Scott Ogden einen Kreuzbandriss am linken Knie zuzog und somit für die komplette zweite Saisonhälfte ausgefallen war.
Zur Saison 2023 kehrt er in die Motorrad-Weltmeisterschaft zurück und verlässt Esponsorama Racing, welches sich aus der Moto3-Klasse zurückzieht, um an der Seite von Landsmann Romano Fenati beim Rivacold Snipers Team anzuheuern, diesmal wird er eine Honda pilotieren.

## Statistik

### In der Motorrad-Weltmeisterschaft
(Stand: Großer Preis von Österreich, 17. August 2025)
| Saison | Klasse | Team                             | Motorrad | Rennen | Siege | Zweiter | Dritter | Poles | Schn. Runden | Punkte | Ergebnis |
| ------ | ------ | -------------------------------- | -------- | ------ | ----- | ------- | ------- | ----- | ------------ | ------ | -------- |
| 2021   | Moto3  | Team Bardahl VR46 Riders Academy | KTM      | 1      | –     | –       | –       | –     | –            | 0      | 35.      |
| 2022   | Moto3  | QJmotor Avintia Racing Team      | KTM      | 10     | –     | –       | –       | –     | –            | 16     | 24.      |
| 2023   | Moto3  | Rivacold Snipers Team            | Honda    | 20     | –     | –       | –       | –     | –            | 57     | 18.      |
| 2024   | Moto3  | Rivacold Snipers Team            | Honda    | 20     | –     | –       | –       | –     | –            | 57     | 16.      |
| 2025   | Moto3  | LevelUp – MTA                    | KTM      | 3      | –     | –       | 1       | 2     | 1            | 40     | 15.      |
| Gesamt | Gesamt | Gesamt                           | Gesamt   | 54     | 0     | 0       | 1       | 2     | 1            | 170    |          |

Einzelergebnisse
| Saison | 1        | 2           | 3           | 4         | 5          | 6          | 7                      | 8           | 9           | 10                     | 11          | 12                     | 13         | 14             | 15         | 16             | 17         | 18             | 19         | 20       | 21       | 22       |
| ------ | -------- | ----------- | ----------- | --------- | ---------- | ---------- | ---------------------- | ----------- | ----------- | ---------------------- | ----------- | ---------------------- | ---------- | -------------- | ---------- | -------------- | ---------- | -------------- | ---------- | -------- | -------- | -------- |
| 2021   | Katar    | Katar       | Portugal    | Spanien   | Frankreich | Italien    | Katalonien             | Deutschland | Niederlande | Steiermark             | Osterreich  | Vereinigtes Konigreich | Aragonien  | San Marino     | USA-Texas  | Emilia-Romagna | Portugal   | \|\| \|\| \|\| |            |          |          |          |
| 2021   |          |             |             |           |            |            |                        |             |             |                        |             |                        | 18         |                |            |                |            |                |            |          |          |          |
| 2022   | Katar    | Indonesien  | Argentinien | USA-Texas | Portugal   | Spanien    | Frankreich             | Italien     | Katalonien  | Deutschland            | Niederlande | Vereinigtes Konigreich | Osterreich | San Marino     | Aragonien  | Japan          | Thailand   | Australien     | Malaysia   | \|\|     |          |          |
| 2022   | 17       | 15          | 18          | DNF       | 18         | 11         | 19                     | 9           | 13          | DNF                    | INJ         | INJ                    | INJ        | INJ            | INJ        | INJ            | INJ        | INJ            | INJ        | INJ      |          |          |
| 2023   | Portugal | Argentinien | USA-Texas   | Spanien   | Frankreich | Italien    | Deutschland            | Niederlande | Kasachstan  | Vereinigtes Konigreich | Osterreich  | Katalonien             | San Marino | Indien         | Japan      | Indonesien     | Australien | Thailand       | Malaysia   | Katar    | Valencia |          |
| 2023   | 17       | 12          | DNF         | 13        | 17         | 12         | DNF                    | 16          | C           | DNF                    | 12          | 10                     | 20         | DNF            | DNF        | 11             | 9          | 7              | 10         | 7        | 18       |          |
| 2024   | Katar    | Portugal    | USA-Texas   | Spanien   | Frankreich | Katalonien | Italien                | Niederlande | Deutschland | Vereinigtes Konigreich | Osterreich  | Aragonien              | San Marino | Emilia-Romagna | Indonesien | Japan          | Australien | Thailand       | Malaysia   | \|\|     |          |          |
| 2024   | DNF      | DSQ         | 10          | 14        | DNF        | 17         | 10                     | 21          | 15          | 11                     | 11          | 10                     | DNF        | 9              | 12         | 11             | 14         | 21             | 9          | 15       |          |          |
| 2025   | Thailand | Argentinien | USA-Texas   | Katar     | Spanien    | Frankreich | Vereinigtes Konigreich | Aragonien   | Italien     | Niederlande            | Deutschland | Tschechien             | Osterreich | Ungarn         | Katalonien | San Marino     | Japan      | Indonesien     | Australien | Malaysia | Portugal | Valencia |
| 2025   | 5        | 4           | 3           | INJ       | INJ        | INJ        | INJ                    | INJ         | INJ         | INJ                    | INJ         | INJ                    | INJ        |                |            |                |            |                |            |          |          |          |

| Legende  | Legende            | Legende                                                          |
| Farbe    | Abkürzung          | Bedeutung                                                        |
| -------- | ------------------ | ---------------------------------------------------------------- |
| Gold     | –                  | Sieg                                                             |
| Silber   | –                  | 2. Platz                                                         |
| Bronze   | –                  | 3. Platz                                                         |
| Grün     | –                  | Platzierung in den Punkten                                       |
| Blau     | –                  | Klassifiziert außerhalb der Punkteränge                          |
| Violett  | DNF                | Rennen nicht beendet (did not finish)                            |
| Violett  | NC                 | nicht klassifiziert (not classified)                             |
| Rot      | DNQ                | nicht qualifiziert (did not qualify)                             |
| Rot      | DNPQ               | in Vorqualifikation gescheitert (did not pre-qualify)            |
| Schwarz  | DSQ                | disqualifiziert (disqualified)                                   |
| Weiß     | DNS                | nicht am Start (did not start)                                   |
| Weiß     | WD                 | zurückgezogen (withdrawn)                                        |
| Hellblau | PO                 | nur am Training teilgenommen (practiced only)                    |
| Hellblau | TD                 | Freitags-Testfahrer (test driver)                                |
| ohne     | DNP                | nicht am Training teilgenommen (did not practice)                |
| ohne     | INJ                | verletzt oder krank (injured)                                    |
| ohne     | EX                 | ausgeschlossen (excluded)                                        |
| ohne     | DNA                | nicht erschienen (did not arrive)                                |
| ohne     | C                  | Rennen abgesagt (cancelled)                                      |
| ohne     | keine WM-Teilnahme |                                                                  |
| sonstige | P/fett             | Pole-Position                                                    |
| sonstige | 1/2/3/4/5/6/7/8    | Punktplatzierung im Sprint-/Qualifikationsrennen                 |
| sonstige | SR/kursiv          | Schnellste Rennrunde                                             |
| sonstige | *                  | nicht im Ziel, aufgrund der zurückgelegten Distanz aber gewertet |
| sonstige | ()                 | Streichresultate                                                 |
| sonstige | unterstrichen      | Führender in der Gesamtwertung                                   |